# Diaphanomyia ludens
Diaphanomyia ludens är en tvåvingeart som först beskrevs av Walker 1860.  Diaphanomyia ludens ingår i släktet Diaphanomyia och familjen parasitflugor. Inga underarter finns listade i Catalogue of Life.